# Давкараев, Нажим
Нажим Давкараев (каракалп. Na'jim Da'wqaraev, Нәжим Дәўқараев, октябрь 1905 — 20 июля 1953) — каракалпакский писатель и литературовед, доктор филологических наук.
Родился в 1905 году на территории нынешнего Кунградского района Каракалпакстана (Узбекистан).
Учился в начальной школе, продолжил обучение в Оренбурге (1924—1925), окончил Казахский педагогический институт в Алма-Ате (1926—1930).
Преподавал там же. С 1934 года заведующий кафедрой учительского института. В 1942—1944 годах заведующий отделом литературы и искусств СНК Казахской ССР. В 1944—1956 годах директор Института культуры и экономики АН Узбекской ССР.
Печатался с 1934 года.
Председатель правления Союза писателей Каракалпакстана (1946—1948), заместитель заведующего кафедрой Каракалпакского государственного педагогического института.
Награждён орденом Трудового Красного Знамени.
Имя Нажима Давкараева присвоено Каракалпакскому Научно-исследовательскому институту языка и литературы.